# 박상규 (가수)
박상규(1942년 7월 20일 ~ 2013년 4월 1일)는 대한민국의 가수 겸 방송 진행자이다.

## 약력
- 1942년 인천에서 태어나 창영초등학교, 인천남중학교, 인천고등학교를 졸업하고 연세대 국어국문학과를 중퇴하였다.
- 1966년 김상국, 장우와 함께 트리오 "송아지 코멧쓰" 음반 발표.[1]
- 이후 김상국이 솔로로 독립한 뒤 박상규와 장우는 한국 최초의 남성 듀엣으로 불리는 "코코브라더스" 활동을 시작함.[2]
- 1969년 그룹 "포다이나믹스"를 결성해 장우, 차도균, 김준과 함께 활동.
- 1970년대 "조약돌", "친구야 친구" 등의 히트곡을 발표.
- 1970년대~1990년대 에는 MBC에서 방송진행된 "토요일 토요일 밤에", "올스타 쇼", "일요큰잔치", "트로트 청백전" 등의 프로그램의 MC로 활약했고, 2000년 부터 2001년 까지 인천, 경기지역의 민영방송사인 iTV 경인방송의 음악 경연 프로그램 "열전! 가수왕"의 MC로도 활동했으며, 2002년 부터 2005년 1월 둘째주까지 경기 성남지역의 케이블TV 방송사인 ABN 아름방송에서 방송된 "쇼! 가요토크"를 진행했었다.
- 2013년 4월 1일 뇌졸중으로 사망했다.

## 영화
- 1974년 지구야 멈춰라 내리고 싶다 - 남진, 릴리시스터즈 주연.
- 1975년 아이 러브 마마 - 신상옥 감독.
- 1986년 방황하는 별들

## 광고
- 1979년 하이트진로 보드카 로진스키
- 1982년 JW중외제약 듀스파타린
- 1987년 보령제약 용각산

## 수상
- 2004년 제11회 대한민국 연예예술상 공로상